# Ипполит (Вишенский)
Иеромонах Ипполи́т (Ви́шенский) — иеромонах монастыря Бориса и Глеба в Чернигове.
Своё путешествие в Иерусалим и на Синай в 1707—1709 описал в сочинении «Пелгринация или Путешественник» (полное название «Пелгринация или Путешественник честного иеромонаха Ипполита Вишенского»), оставшееся в рукописи до начала XX века. В работе собраны многочисленные местные христианские предания, касающиеся мест Библейской истории. О нём написал С. И. Пономарёв в книге «Иерусалим и Палестина» (1877, стр. 11). Из этого сочинения и известны крайне скудные сведения о Ипполите.

## Издания
- Пелгримация или путешественник честного иеромонаха Ипполита Вишенского …во святой град Иерусалим. «Православный палестинский сборник». Вып. 61. Пг., 1914.
- Пелгримация Ипполита Вишенского в новом издании Православного палестинского общества. Пг.: Сенат. тип., 1915, 34 с.